# أرنولد هوتينغر
أرنولد هوتينغر، صحفي ومستشرق سويسري يعد واحدا من أشهر الصحفيين السويسرين المتخصصين في شؤون الشرق الأوسط.
ولد في 6 ديسمبر 1926 في بازل. هو أول صحفي سويسري يعمل لمدة نصف قرن كامل في العالم العربي كمراسل مقيم لأشهر وسائل الإعلام السويسرية «نويه تسورشر تسايتونغ». واكتسبت مقالاته وتقاريره شهرة واسعة بفضل دراسته المتعمقة للتاريخ العربي والحضارة الإسلامية.
يتقن اللغة العربية وله أكثر من كتاب يصنف على أنه مرجع للباحثين في مجال تاريخ الشرق الأوسط الحديث.

## روابط خارجية
- أرنولد هوتينغر على موقع مونزينجر (الألمانية)